# Вељија (Кунео)
Вељија је насеље у Италији у округу Кунео, региону Пијемонт.
Према процени из 2011. у насељу је живело 228 становника. Насеље се налази на надморској висини од 295 м.